# Velódromo de la Arena de Minsk
El Velódromo de la Arena de Minsk es un recinto deportivo ubicado en la ciudad de Minsk, la capital del país europeo de Bielorrusia. Es parte de un complejo deportivo más grande que incluye al Minsk-Arena. Inaugurado en diciembre de 2008, el velódromo tiene capacidad para recibir a unos 2.000 espectadores. Se trata de una propiedad de la ciudad de Minsk, y un espacio que fue diseñado por la firma arquitectónica Schuermann y Belgos Projekt.